# 巴博讷-法耶勒
巴博讷-法耶勒（法語：Barbonne-Fayel，法語發音：[baʁbɔn fajɛl]）是法国马恩省的一个市镇，位于该省西南部，属于埃佩尔奈区。该市镇于1845年由原市镇巴博讷（Barbonne）和法耶勒（Fayel）合并而成。

## 地理
巴博讷-法耶勒（48°39'26"N, 3°41'46"E）面积24.35 平方千米，位于法国大東部大區马恩省，该省份为法国东北部内陆省份，北起阿登省，西北接埃纳省，西南接塞纳-马恩省，南至奥布省，东南接上马恩省，东临默兹省。
与巴博讷-法耶勒接壤的市镇（或旧市镇、城区）包括：索杜瓦、丰坦德尼尼伊西、勒梅圣埃普安、克德、圣康坦勒韦尔热、圣维斯特尔新城和维勒沃特。
巴博讷-法耶勒的时区为UTC+01:00、UTC+02:00（夏令时）。

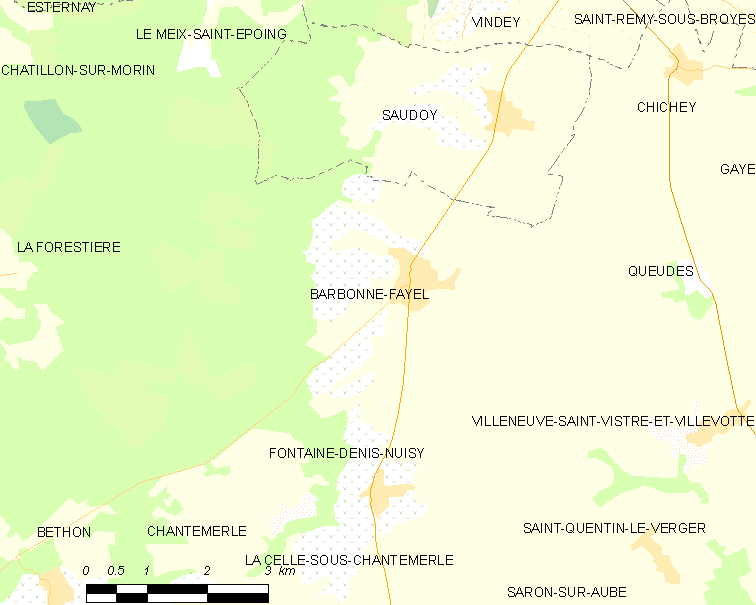
巴博讷-法耶勒的OSM定位图

## 行政
巴博讷-法耶勒的邮政编码为51120，INSEE市镇编码为51036。

## 政治
巴博讷-法耶勒所属的省级选区为塞扎讷-布里-香槟县。

## 人口

1962-2008年间巴博讷-法耶勒人口变化图示

巴博讷-法耶勒于2022年1月1日时的人口数量为481人。